# Янош Сентаготаї
Янош Сентаготаї FRS (справжнє прізвище — Шімерт) (угор. Szentágothai János, 31 жовтня 1912 року, Будапешт — 8 вересня 1994 там само) — угорський вчений-анатом і фізіолог, нейробіолог, педагог, професор, засновник наукової школи функціональної нейрогістології.
Президент Угорської академії наук (1977—1985), іноземний член РАН (з 1976) та РАМН (з 1982). Лауреат державної премії Угорщини імені Кошута (1950).
Рішенням Генеральної асамблеї ЮНЕСКО на честь 100-річчя від дня народження вченого 2012 рік було оголошено роком Яноша Сентаготаї

## Біографія
Вивчав медицину в університетах Базеля і Будапешта. У 1940 році змінив прізвище Шімерт на Сентаготаї.
З 1936 року працював у Будапештському університеті. 1946—1963 очолював кафедру анатомії медичної школи Університету Печ. 1963-го став професором на кафедрі анатомії університету. Одночасно обіймав посаду директора Інституту анатомії Угорської АН.
Член-кореспондент Угорської академії наук з 1948 року, з 1967 року — дійсний член, з 1977 по 1985 — президент Угорської АН. Член Академії наук СРСР (1976) і Академії медичних наук СРСР (1982), іноземний член Національної академії наук США (1982), член Німецької академії натуралістів «Леопольдіна» і ін.
Депутат Національних Зборів Угорщини (1985—1994). Наприкінці 1980-х став активістом Угорського демократичного форуму.
Помер від серцевого нападу.

## Наукова діяльність
Проводив дослідження в області макро — і мікроструктури, морфології і фізіології нервової системи. Вивчав структуру нервових центрів і механізми нейрогуморальної регуляції головного і спинного мозку і вплив нервової системи на ендокринні функції.
За допомогою методів електронної мікроскопії вивчав синаптичні зв'язки і структуру простих рефлекторних шляхів, шляхів і механізмів лабіринтових окорухових рефлексів і сенсорних систем. У зовнішніх колінчастих тілах виявив особливі складні структури — гломерули (клубочки нирок). У 1968 році звернув увагу на невідповідність морфології аксональних контактів концепції пресинаптического гальмування. Виконав ряд робіт по структурі і зв'язків гіпоталамуса і кори головного мозку.
Творець ряду концептуальних моделей нервової системи (1976).
Автор «Атласу анатомії людини» (1946—1975). Один з редакторів журналів «Акта морфологіка» (з 1951) і «Акту біологіка» (з 1955).

## Нагороди
- Премія імені Кошута (1950)
- Державна премія I ступеня (1970, за дослідження функціональної структури нервової системи)
- Академічна золота медаль (1985)
- Командорський хрест із зіркою ордена «За заслуги перед Республікою Угорщина» (1992).